# Patoka (Schiff)
Die USS Patoka war ein Öltanker (16.800 tn.l.) der US-Marine.

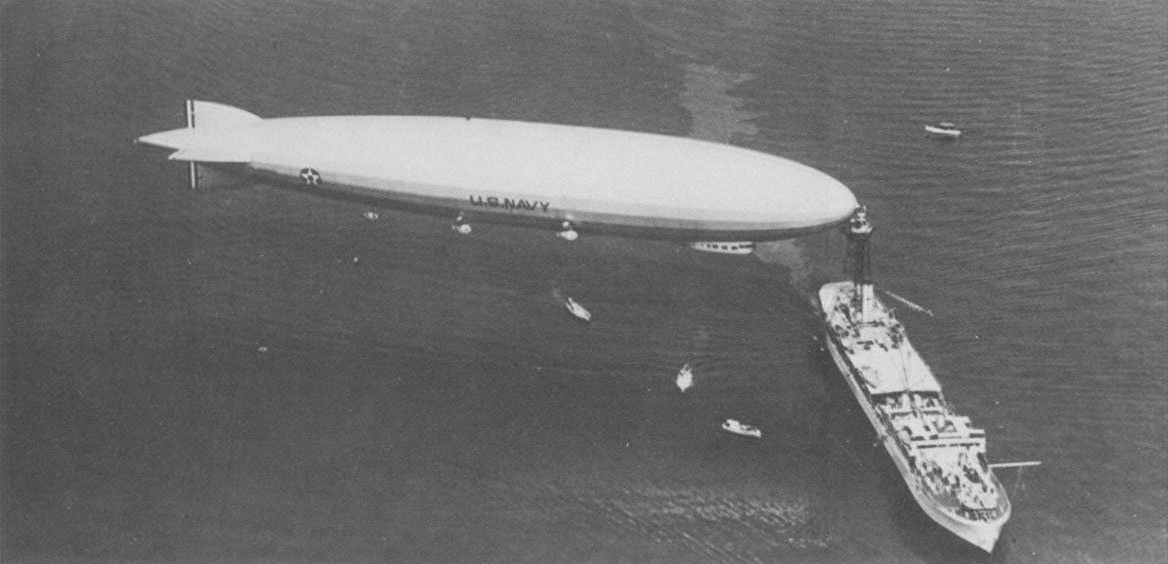
USS Los Angeles und USS Patoka

## Geschichte
Die Patoka wurde 17. Dezember 1918 bei der Newport News Ship Building and Dry Dock Co., Newport News, Virginia. auf Kiel gelegt. Der Stapellauf fand am 26. Juli 1919 statt und das Schiff wurde von dem USSB der Navy am 3. September 1919 übergeben.
Am 13. Oktober 1919 wurde das Schiff unter Comdr. E. F. Robinson in Dienst gestellt. Es trägt den Namen des Patoka River, einem Fluss im US-Bundesstaat Indiana.
Um den 1. Juli 1924 wurden die Umbauarbeiten zum Versorger für Luftschiffe beendet. Unter anderem wurde ein 43 Meter hoher Ankermast für Luftschiffe nachgerüstet. Außerdem wurden zusätzliche Unterkünfte sowohl für die Besatzung der Shenandoah als auch für die Männer der Bodencrew des Luftschiffs hinzugefügt. Lager bzw. Tanks für Helium, Benzin und andere für die Shenandoah notwendigen Vorräte wurden eingebaut, zusätzlich Technik- und Staueinrichtungen für drei Wasserflugzeuge. Danach erhielt die Patoka ihre Klassifizierung AO-9.
Die ersten Anlegemanöver an der Patoka wurden mit dem Starrluftschiff ZR-1 USS Shenandoah durchgeführt, das am 1. August 1924 hierfür abgestellt wurde. Das erste erfolgreiche Anlegemanöver erfolgte am 8. August 1924. Nach dem Absturz der Shenandoah, diente die Patoka der ZR-3 USS Los Angeles als Basis.
Nach dem Ende der US-Starrluftschifffahrt wurde die Patoka 1933 aus dem aktiven Dienst genommen und bis 1939 der Reserve zugeteilt.
Im Zweiten Weltkrieg beförderte das Schiff unter anderem im April 1944 62 Kriegsgefangene (Deutsche Marine und Handelsmarine) von Rio de Janeiro nach Recife, wo sie an die US-Armee übergeben wurden. Am 24. März stach das Schiff erneut in See und kam am 6. April in Norfolk an, um nach einer Überholung auf den Dienst im Pazifik vorbereitet zu werden.
Nach den Einsätzen im Krieg wurde die Patoka 1946 endgültig außer Dienst gestellt und 1948 zur Verschrottung verkauft.
Die Durchfahrtshöhe der 1936–1938 gebauten Rainbow Bridge (Regenbogenbrücke) in Texas über den Neches River richtete sich nach dem damals höchsten Schiff der US-Marine, der USS Patoka.